# Моллер, Александр Адамович
Алекса́ндр Ада́мович фон Мо́ллер (нем. Alexander Karl Otto v. Möller; 2 октября (18 августа) 1802, Ханила (волость), Эстляндская губерния — 18 (6) декабря 1876, Ревель) — российский военный моряк, контр-адмирал Российского императорского флота, Участник Наваринского сражения и Русско-турецкой войны 1828—1829 годов.
Потомственный дворянин, представитель немецко-балтийского рода фон Моллеров; евангелическо-лютеранского вероисповедания.

## Биография
Родился в остзейской аристократической семье Адама фон Моллера (нем.: Adam v. Möller) (12.07.1772, поместье Анненгоф (Вырумаа) – 3.03.1813, Митау) и его жены Марии Элизабет ур. фон Румм  (нем.: Maria Elisabeth v. Rumm) (1775, Ревель — ?). В молодые годы после окончания Морского корпуса отец служил на флоте, гардемарином участвовал в Русско-шведской войне 1788—1790 гг. и даже отличился в Гогландском и Ревельском сражениях. Он вышел в отставку лейтенантом в 1799 году, когда ему было всего 27 лет, но, видимо, позже сумел привить сыну интерес к флотской службе. Получившего начальное образование двенадцатилетнего Александра отец привёз в Санкт-Петербург, где тот по экзамену 18 февраля 1814 года был зачислен в Морской кадетский корпус.
Не достигнув 15 лет, Александр Моллер 10 июня 1817 года, был произведён в гардемарины, а 23 февраля 1820 года получил чин мичмана. Свою первую кампанию в офицерском звании он провёл в 1820 году на 74-пушечном линейном корабле «Берлин», плавая по Балтийскому морю.
Уже год спустя А. А. Моллер был назначен вахтенным офицером в ответственное кругосветное плавание на новом военном бриге «Аякс». Предполагалось, что два российских парусника — бриг «Аякс» и шлюп «Аполлон» — доставят грузы на Камчатку и далее в столицу Русской Америки на Аляске – Ново-Архангельск .
28 сентября 1821 года, подняв паруса, корабли покинули Кронштадтский рейд. Неприятности начались 30 октября, когда в  Северном море во время внезапно налетевшего шторма парусники потеряли друг друга. Затем при попытке зайти в порт Кале, из-за сильного ветра «Аякс» не смог преодолеть Ла-Манш, был отнесён к северо-востоку и 25 ноября оказался на мели у берегов Голландии. Экипаж был спасён рыбаками, но судно существенно пострадало. После длительного ремонта в Герлингене, затратив на всю эпопею целый год, но так и не выполнив поставленной задачи, бриг в октябре 1822 года вернулся в Кронштадт.
Плавание к берегам Аляски для А. А. Моллера все же состоялось, причём уже на следующий год. 28 июля 1823 года шлюп «Предприятие» под командованием капитан-лейтенанта О. Е. Коцебу вышел из Кронштадта и тем же маршрутом отправился в Северное море. Интересно, что членом экипажа шлюпа оказался ещё один офицер с той же фамилией. Это был сын морского министра, адмирала А. В. Моллера и троюродный брат Александра Адамовича, мичман Павел Антонович Моллер. В качестве исследователей на паруснике находились известный физик, один из основоположников физической географии профессор Э. Х. Ленц и начинающий геолог Э. К. Гофман.
Главная задача 24-пушечного шлюпа заключалась в охране поселений Русской Америки и прежде всего Ново-Архангельска. Все поставленные цели, включая весьма интересные гидрологические исследования по программе Э. Х. Ленца, были успешно выполнены. Путешествие закончилось в Кронштадте ровно через 3 года после своего старта – 10 июля 1826 года. За вояж к берегам Америки Александр Адамович был награжден орденом Св. Анны З степени и пенсией по чину мичмана, а сразу после рождества произведен в лейтенанты.
Кампанию 1827 года А. А. Моллер начал с перехода на линейном корабле «Святой Андрей» из Кронштадта в Великобританию, где в Портсмуте планировался его ремонт. После сдачи судна Александр Адамович получил назначение на линейный корабль «Азов», который под командованием легендарного капитана 1 ранга М. П. Лазарева в составе русской эскадры адмирала Л. П. Гейдена направлялся к берегам  Мореи в Средиземное море.
В тот год на «Азове» собралась весьма примечательная компания будущих прославленных флотоводцев: лейтенант П. С. Нахимов, мичман В. А. Корнилов, гардемарин В. И. Истомин, мичман Е. В. Путятин.
8 октября 1827 года флагман русской эскадры «Азов» сыграл ключевую роль в Наваринском сражении. В ходе боя он один потопил три фрегата, один корвет, вынудил выброситься на мель и сжёг 80-пушечный флагман турецкой эскадры, линейный корабль «Мухарем-бей». Среди отличившихся в этом бою оказался и лейтенант А. А. Моллер, за что был награжден орденом Св. Владимиpa 4 степени.
После сражения Александр Адамович продолжил службу на «Азове», который, завершив к марту следующего года ремонт, всю кампанию 1828 года плавал в Средиземном море и Архипелаге (Эгейском море). 28 марта 1828 года А. А. Моллеру посчастливилось принять участие в церемонии награждения корабля Георгиевским флагом.
Следствием Наваринского сражения стала очередная  Русско-турецкая война, в которой «Азов» принял самое деятельное участие. 28 января 1829 года в Архипелаге им был пленён 14-пушечный египетский бриг. Под названием «Кандия» он вошёл в состав Российского флота, а его командиром стал А. А. Моллер. Правда, вскоре стало ясно, что по своим мореходным качествам судно не способно нести службу, и Александр Адамович получил назначение на линейный корабль «Александр Невский» . На нем он принял участие в блокаде русским флотом Дарданелл.
С окончанием кампании, в 1830 году на линейном корабле «Князь Владимир»  А. А. Моллер вернулся в Кронштадт, где 5 ноября «за отличие» был произведен в капитан-лейтенанты.
В 1832 году А. А. Моллер срочно выехал в Архангельск. Он получил назначение на только вступивший в строй линейный корабль. В честь легендарного «Азова», годом ранее выведенного по ветхости из состава флота, он получил имя «Память Азова». На этом корабле А. А. Моллер совершил переход из Белого моря в Кронштадт. Кампании 1833—1835 гг. сначала на «Памяти Азова», а позже на линейном корабле «Императрица Александра» он плавал в Балтийском море.
В 1836 году в составе отряда адмирала М. Ф. Рейнеке Александр Адамович командовал шхуной «Вихрь». В плавании по Балтийскому морю он занимался гидрографическими работами в финляндских шхерах. 3 июля 1836 года шхуна «Вихрь» принимала участие в торжественной встрече ботика Петра I на Кронштадтском рейде.
Следующие две кампании А. А. Моллер командовал бригом  «Усердие». На нем в 1838 году он совершил плавание в Свинемюнде за телом скончавшегося на курорте Киссингена генерал-адъютанта К. И. Бистрома. В том же году, 6 декабря Александр Адамович был произведен в капитаны 2 ранга.
В 1840 году, командуя вступившим в строй линейным кораблем «Финланд», А. А. Моллер перешёл из Архангельска в Кронштадт. Став в том же году капитаном 1 ранга, он до 1847 года командовал «Финландом», пока по болезни 13 марта не вышел в отставку в чине контр-адмирала.
Последующие 29 лет А. А. Моллер прожил в своем имении в Эстляндии. В течение многих лет в Ревеле он был членом гильдии Св. Канута. Скончался Александр Адамович 6 декабря 1876 года в Ревеле.

## Семья
- жена: Юлия Карловна ур. фон Берендс (нем.: Julie Luise Emilie v. Berends) (12.07.1812, Ида-Вирумаа — 14.08.1887 Ревель);
  - дочь: Юлия Александра Клара фон Рот (ур. Моллер) (нем.: Julie Alexandra Clara v. Roth) (12.08.1841, Кронштадт — 27.11.1885, Ревель);
  - дочь: Лидия Эмилия Луиза фон Моллер (нем.: Lydia Emilie Luise v. Möller) (22.08.1852, Ревель — 12.04.1931, Таллин);
- двоюродный дядя: Антон Васильевич фон Моллер (нем.: Berend Otto v. Möller) (8.02.1764, Мустель (Вырумаа) — 5.10.1848, Санкт-Петербург) — адмирал, морской министр Российской империи;
- троюродный брат: Павел Антонович фон Моллер (нем.: Reinhold Julius Paul v. Möller) (18.05.1808 — 1897, Запорожье) — вице-адмирал, флигель-адъютант;
- племянник: Фёдор Богданович фон Шульц (нем.: Teodor Gottlieb v. Schullz) (8.06.1820, Ревель — 20.09.1880, Санкт-Петербург) — контр-адмирал.

## Награды
- Орден Святой Анны 3-й степени (1826);
- Орден Святого Владимира 4-й степени (1827);
- Орден Святого Георгия 4-й степени за 18 морских кампаний (1831);
- Орден Святого Станислава 2-й степени (1835);
- Орден Святой Анны 2-й (1846).